# Georg Winckler (Bürgermeister)

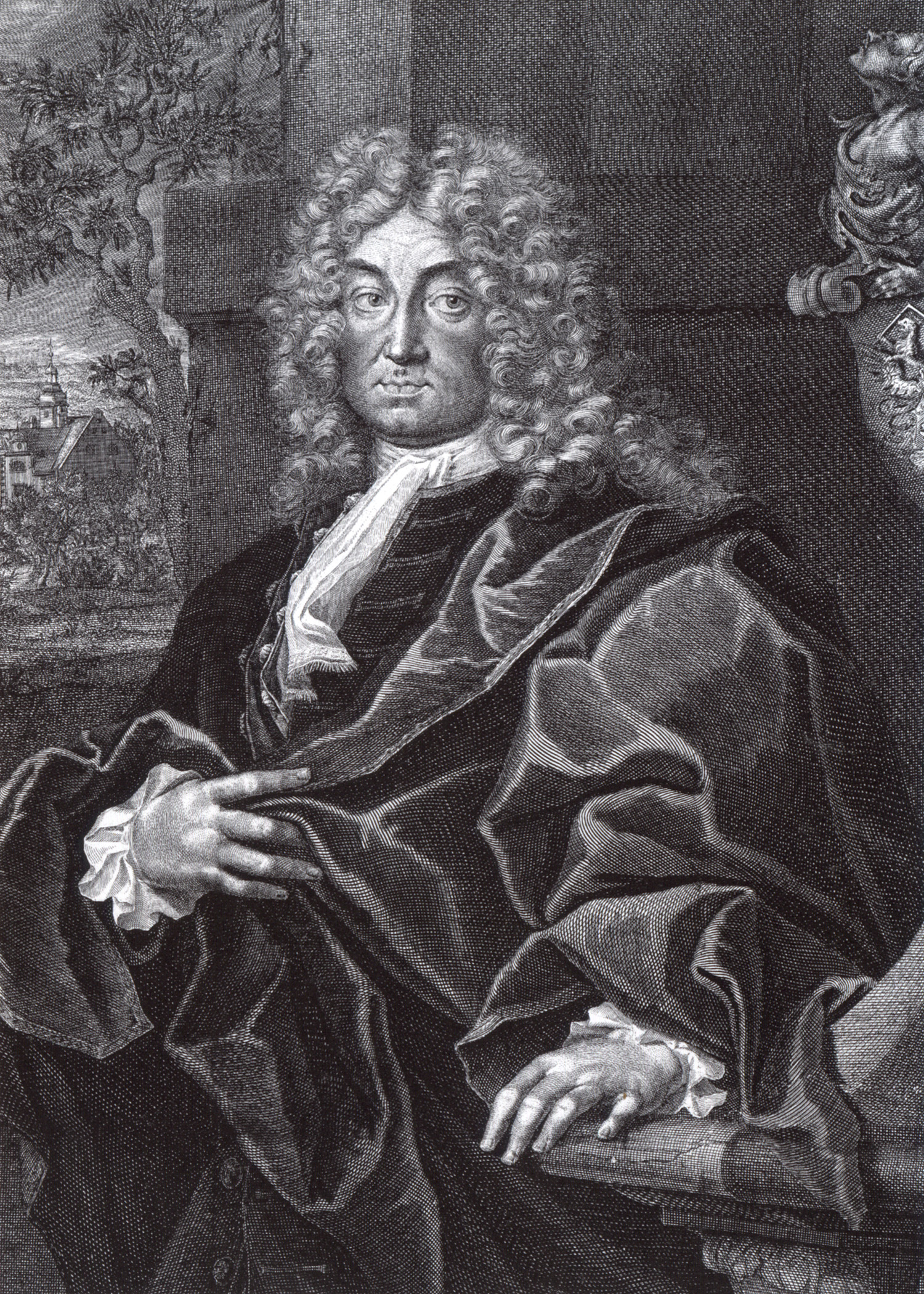
Georg Winckler

Georg Winckler (auch von Winckler oder Winckler von Dölitz) (* 23. Mai 1650 in Leipzig; † 4. August 1712 ebenda) war ein Leipziger Kaufmann, Ratsherr und Bürgermeister.
Georg Winckler war der Sohn des Andreas Winckler, des Erbauers des Torhauses Dölitz, und Enkel des Georg Winkler, der 1636 das Gut Dölitz erworben hatte und 1650 geadelt worden war.
1672 erhielt Winckler die Leipziger Bürgerrechte, und 1679 wurde er in den Rat der Stadt gewählt. 1694 wurde er Baumeister der Stadt. In den Jahren 1708 und 1711 war er Bürgermeister von Leipzig. Ferner war er Königlich-Polnischer und Kursächsischer Rat, Assessor des Kurfürstlich Sächsischen Schöffenstuhls und Kaiserlicher Hofpfalzgraf.
Von 1675 bis 1678 war er zusammen mit seinem Bruder Paul (1659–1710) Besitzer des Gutes Dölitz und nach der Auszahlung dessen Erbanteils Alleineigentümer. Er nahm eine Erweiterung des Schlosses Dölitz vor. Georg Winckler bemühte sich am sächsischen Hofe zwei Mal vergeblich, einen Kirchenbau für das Dorf Dölitz zu erreichen. In Leipzig war er Vorsteher der Neukirche (später Matthäikirche), die 1699 wieder eingeweiht worden war, nachdem sie über 100 Jahre als Lagerraum gedient hatte.
Georg Winckler war drei Mal verheiratet, ab 1671 mit Katharina, geb. Weise, ab 1679 mit Sophia, geb. Ruppold, und ab 1699 mit Maria Elisabeth, geb. Bergner. Sein Sohn Jacob Benedikt (1699–1780) aus der letzten Ehe führte das Gut Dölitz weiter.